# Андрю Росос
Андрю Росос (на английски: Andrew Rossos) е канадски историк, македонист.

## Биография
Росос е роден като Андрей (Дико) Рошовски в костурското село Въмбел. В хода на Гражданската война в Гърция през 1948 година е изведен в Чехословакия като дете-бежанец. Учи в основно училище в Соботин и в техническа гимназия в Прага.
През 1958 година се преселва при останалата част от семейството си в Канада. Завършва гимназия в Торонто. Получава бакалавърска степен по история в Мичиганския щатски университет през 1963 година. Магистрира и докторира в Станфорд (1971 г.). Оттогава Росос е преподавател в университета в Торонто, като от 1982 година е негов професор.
Автор е на монография за руската външна политика на Балканите (Russia and the Balkans: Inter-Balkan Rivalries and Russian Foreign Policy, 1908 – 1914). В излязлата през 2008 негова книга „Македония и македонците: една история“ (Macedonia and the Macedonians: A History) Росос се придържа към македонистките становища, поддържани от официалната историография в Северна Македония.